# IC 1633
IC 1633 ist eine elliptische cD-Galaxie vom Hubble-Typ E1 im Sternbild Phönix am Südsternhimmel. Sie ist schätzungsweise 322 Millionen Lichtjahre von der Milchstraße entfernt und hat einen Durchmesser von etwa 250.000 Lichtjahren.

Im selben Himmelsareal befindet sich u. a. die Galaxie IC 1627, IC 1630, IC 1631.
Das Objekt wurde am 5. August 1826 von dem Astronomen James Dunlop entdeckt.